# アンドロメダ座R星
アンドロメダ座R星（アンドロメダざRせい、R Andromedae、R And）は、アンドロメダ座にあるミラ型変光星である。ミラ型変光星の中でも、変光の変動幅が非常に大きいものの一つである。スペクトル型はS型に分類され、そのスペクトルには酸化ジルコニウムの吸収帯が目立つ。また、ポール・メリルがS型星のスペクトルからテクネチウムの吸収線を発見した時の観測対象の一つであり、恒星内部で元素合成が起こっている証拠と考えられている。アンドロメダ座R星は、SH（水素化硫黄）分子が宇宙で検出された最初の例でもある。質量放出率は高く、一年当たり8 ×10−6太陽質量程度の質量を失っているとみられる。

## 発見
アンドロメダ座R星は、1859年にボン天文台での観測によって発見されたとみられる。アンドロメダ座で最も明るい長周期変光星である。

## 変光

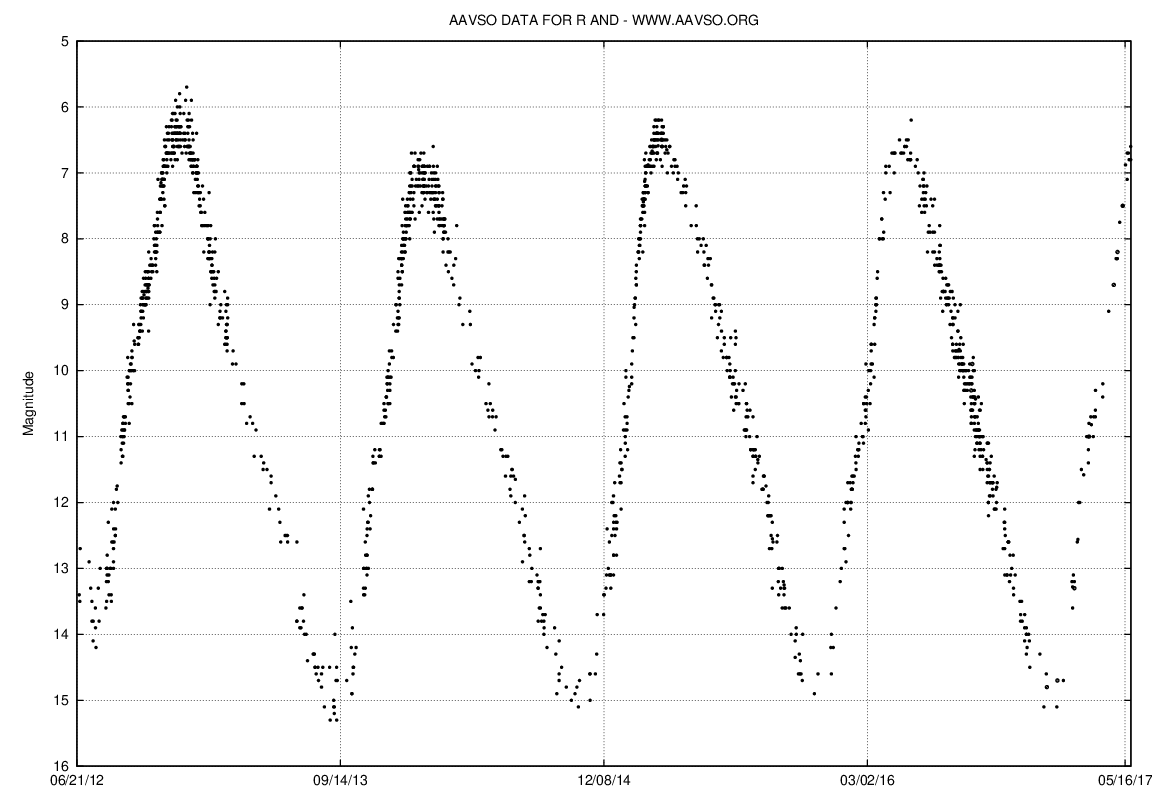
AAVSOの実視等級データに基づく2012年から2017年にかけてのアンドロメダ座R星の光度曲線。

アンドロメダ座R星は、変光星としてはミラ型に分類され、変光周期は平均で409日であるが、周期には多少の変動がみられ、周期の長さとその次に来る極大時の明るさとの間に、非常に良い相関があることで知られる。変光星総合カタログでは、明るさの変化は5.8等から15.2等となっているが、極大光度は周期毎に変化し、極大時の見かけの等級の平均は6.9等で、9等級程度までしか明るくならなかった極大もある。極大光度が明るい時の極小からの変化幅は非常に大きく、9等級以上明るくなることがある。極大光度だけでなく、光度曲線の輪郭も変化する。光度変化は、極小から増光する時の方が、極大から減光する時よりも速い。

## 特徴

### スペクトル
アンドロメダ座R星のスペクトルは、S型に分類され、ミラ型星の多くが分類されるM型とは異なる特徴を示す。M型星では、酸化チタン（TiO）分子の吸収帯が非常に顕著であるのに対し、S型星ではTiO分子の吸収帯は弱く、代わって酸化ジルコニウム（ZrO）分子による吸収が強い。また、希土類が豊富に存在する。スペクトル型は、S3,5e - S8,8eとされ、変光に伴うスペクトル型の変化がみられる。",5"や",8"といった表記は、S型星のスペクトルの分類に独特のもので、コンマの後の数字が、ZrO分子吸収帯とTiO分子吸収帯における吸収の相対的な強度を表し、数字が大きい程TiO分子の吸収が弱く、ZrO分子の吸収が強くなっている。また、接尾辞の"e"が示す通り、アンドロメダ座R星のスペクトルには輝線も検出されており、カリウムやルビジウムの共鳴線での輝線が目立つが、変光の周期によっては輝線がみえないこともある。
紫外域でのスペクトルは、M型星と大差ないが、テクネチウムの吸収線が強い。近赤外線スペクトルでみられる吸収線の中には、光度極大直後に2つの成分がみられるものがある。2つの成分が示す視線速度は、波長の長い方の成分が、単一の吸収線と同じで、波長の短い方の成分は、それよりもおよそ秒速20km青方偏移している。この速度差は、脈動に伴う光学的に厚い層の運動によるものとみられ、時間が経過すると共に差が小さくなり、やがて1成分に戻る。赤外線のスペクトルでは、SH分子の成分が検出され、天体におけるSHの検出はこれが最初の例である。SHがみつかったのは、1977年にキットピーク国立天文台の4m望遠鏡で観測したスペクトルだが、当初SHは気付かれず、2000年の検証で確認された。

### 構造・物理量
アンドロメダ座R星は、他のミラ型星と同様に、漸近巨星枝（AGB）星である。AGB星は、主に炭素と酸素からなる核と、外層大気の間に、ヘリウムが燃焼する殻がある。内部ではs過程による元素合成が起こり、汲み上げ効果によって生成された元素が表面に浮上することで、特異な組成を示すAGB星が現れる。AGB星は基本的に、低温で光度が高い赤色巨星で、アンドロメダ座R星の場合、典型的な有効温度が2,600K、光度が太陽の6,300倍と推定される。質量は太陽と同程度だが、半径は太陽の400倍以上に膨張しているとみられる。